# きぬた歯科
きぬた歯科（きぬたしか）は、きぬた泰和が代表を務める東京都八王子市の西八王子駅前にある歯科医院。2012年頃より院長の顔写真つき看板が首都圏に多数設置されている。

## 医院

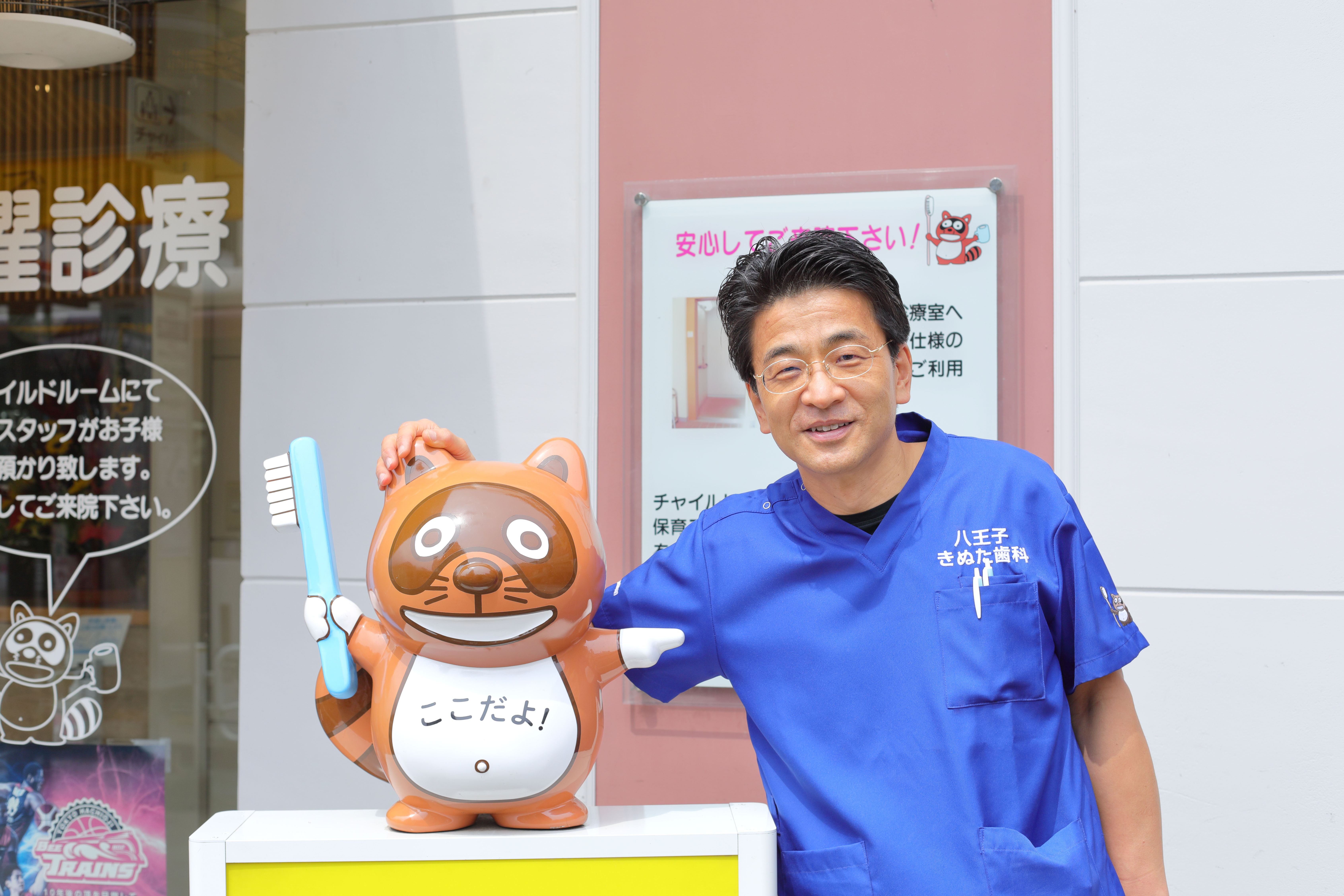
院長の羅田泰和

東京都八王子市台町4-48-9に所在する3階建ての奈良ビル全体を使用した一般歯科で、JR中央線の西八王子駅南口バスロータリーに面している。医院の開業は1996年で当初の人員は3人。たぬきをモチーフにした外装を多用しており、立体のオブジェは興和サインが製作を担当した。

### 横浜きぬた歯科との関係
実兄の久和はJR横浜線の鴨居駅から近い横浜市都筑区池辺町で西八王子と同名のきぬた歯科を先に開院しており、本人の顔写真つき看板を弟より先の2008年頃より市内中心部に出して評判になっていた。兄弟どちらも「医療法人社団きぬた会 きぬた歯科」を名乗っているが、医療法人としては運営や登記が異なり独立している。2022年7月には首都高速4号新宿線の下り線向き、下高井戸交番付近へ兄弟2人の顔が映ったコラボ看板も設置された。

## 看板
きぬた歯科の看板デザインで特徴的なのは、院長である羅田の顔写真を大きく掲げている点である。
基本的なフォーマットは、黄色かピンクの単色を背景にして、羅田の大きな顔写真と「インプラント」「きぬた歯科」「中央線西八王子駅前」という文字を組み合わせたシンプルなもので、バリエーションは様々ある。医師の顔写真を出した医療機関の看板はきぬた歯科以前にはあまり前例が無く、出始めの頃はかなり奇抜な印象を与えるものだった。

### 経緯
大学卒業後、東京都江戸川区葛西の歯科医院へ就職した羅田はある日、院長から「六本木のパーティーに連れて行ってやるよ」と誘われて高速道路から東京の夜景を眺めていたが、地方育ちで地方大学出の羅田は立ち並ぶ看板の威容に圧倒され、「いつか自分もああした看板を出したいものだ」と高揚感を感じたという。
2012年1月、NHKが報道番組『クローズアップ現代』でインプラントの悪徳業者を特集した「歯科インプラント トラブル急増の理由」という回を放送すると、翌日からネットでトレンドに上がるほどインプラント施術への強い批判が沸き起こり、きぬた歯科を含め多くの歯科医院で予約のキャンセルが相次ぐ逆風が吹き、羅田は今後の医院運営について考え込むようになった。
きぬた歯科は多店舗展開してこなかった分、キャッシュに余裕があり、その全てを看板広告へ投下することで八王子市内の幹線道路沿いを中心に大量の顔写真つき看板が出現することになった。

### デザイン
当初の看板は治療前後のビフォーアフターの口腔内写真を使っていたが、「生々しすぎて気持ち悪い」とクレームを受け、インパクトを損ねないモチーフとして代わりに顔写真を使い始めたという経緯がある。
羅田としては顔を出す気恥ずかしさもあったが、「病院の場所を知るよりも、誰が手術をするのか、誰が責任者なのか患者目線で必要な情報がどちらなのか」という考えから顔出しに踏み切った。顔写真を使うのは看板が景観に埋もれないようにとの配慮でもあり、それは黄色やピンクの色使いにも現れている。
「疲れた顔をしたおっさんだからこそ、印象に残る」を信条とし、看板に使用の写真は勤務終了後にスタッフにスマホで撮影してもらったものを修正せずに使用している。
看板のデザインは羅田が自ら手掛けており、設置様態に応じて10社ほどの看板業者へ絵コンテを渡して仕上げを依頼している。

#### 温度計付き広告

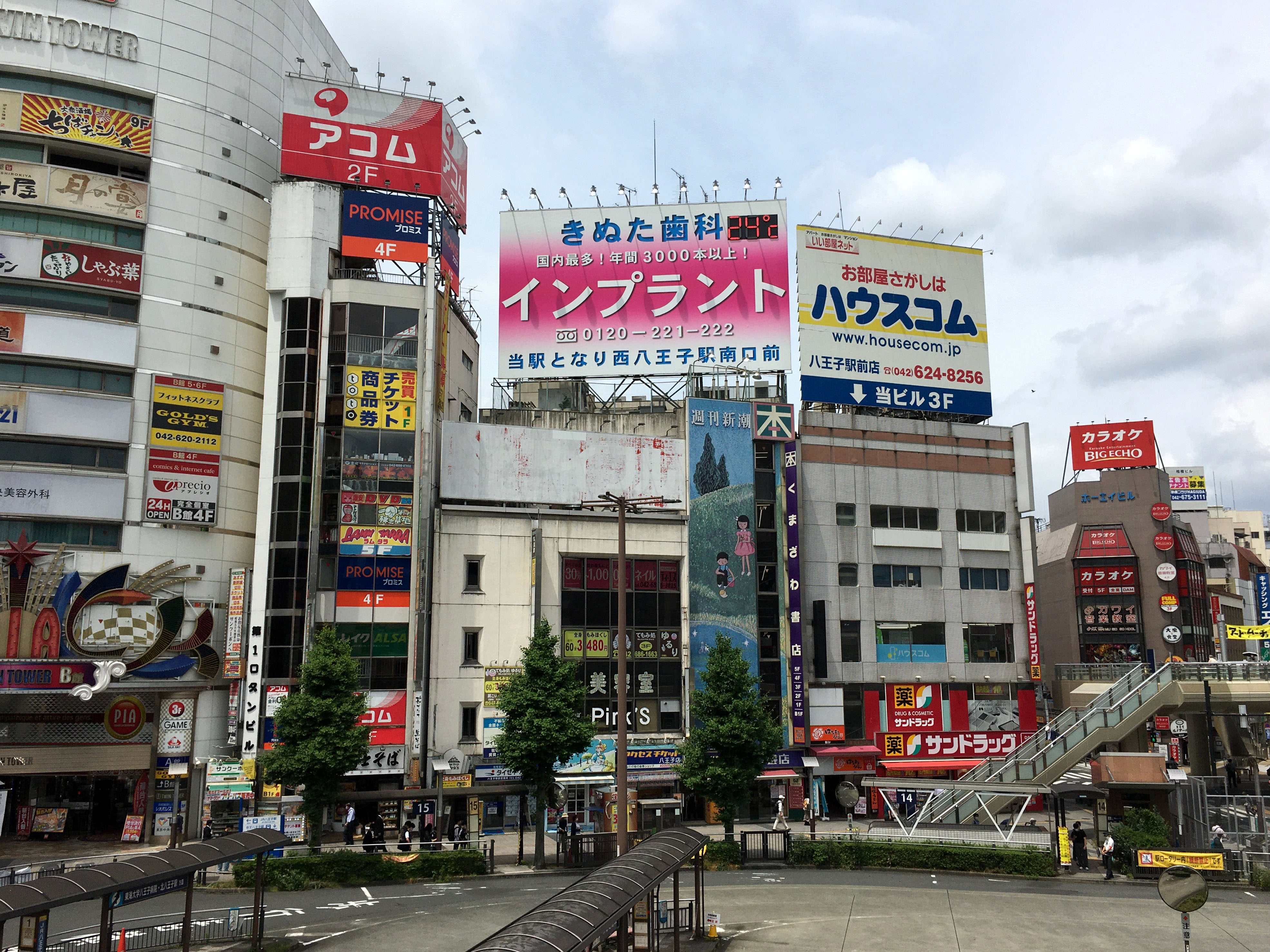
2022年5月26日

八王子駅前のビル屋上に設置されている看板に顔写真は掲載されていないが、代わりに400万円を費やしたという特注の温度計が設けられている。

### 看板の数と場所
2016年2月時点で看板設置数は八王子市内で62、市外も含めると100を超え、老舗ファッションヘルス「多摩クリスタル」が多摩地域に100箇所もの看板を立てているのをモデルに増やしたと羅田は当時のテレビインタビューで語っている。その後も看板の数は、2018年3月時点で230、2020年2月時点で340、2021年10月時点で320と増えており、2018年の段階で既に一介のローカルな歯科医院として「尋常ならざる設置数」とみなされている。
ただし、2022年には今は現状以上に急激に看板を増やすつもりはないと述べ、理由としてあくまで多店舗展開しない西八王子ローカルな医院であること、日本でもオーラルケアの意識が高まってインプラントの過当競争になりつつあることを挙げている。
2020年時点での設置範囲は北限が出身地である栃木県の足利市、南は神奈川県の大磯や小田原付近にまで及び、品川などの都心や首都高沿いにも多く設置している。東海道新幹線の車窓から見えるよう「727」の隣に設置したものもある。2023年6月には赤福に対抗して三重県多気郡明和町大淀付近に電柱看板を設置。最西端を大幅に更新した。
羅田が車を走らせ、気になった場所があれば設置を交渉するが、交通量などから広告効果を検討するというよりは、「高揚感が出る場所」という具合にもっぱら羅田の気分的な理由で場所が選ばれている。

年間の看板維持費は、2018年時点で「フェラーリの新車3台分」、2022年時点で「5台分」（推定で1億5千万 - 2億5千万円）とのことで、設置場所ごとにみると安い所は年間3万円、高い所は数百万円とまちまちである。看板を出し始めた当初こそコストパフォーマンスを考慮していたものの、その後はもはや直接的な広告効果を度外視しており、患者が来もしない都心や他県にまで看板を出していることについて羅田は「趣味」「ロマン」と表現している。

### 看板広告とネット広告
2018年のインタビューでは、羅田は「看板を見て来た」という患者はほぼおらず、広告効果は皆無で本命はネットであると述べていた。しかし、2022年には「これは同業者対策のウソだった」と明かしている。
以前はネットに1年あたり1200万円、看板広告に同75万円の広告費を掛けていたが、アンケートを取ってみると来院理由の広告が半々であると分かり、安価で目に留まりやすい看板広告へ全面的にシフトすることに決めたという。

### 類似看板
八王子きぬた歯科、もしくは横浜きぬた歯科で修行した歯科医師が独立する場合、看板を設ける際は双方とも類似したデザインの使用を許可しており、栃木県や北海道の札幌などで開業した者は実際に似た看板を設置している。また、羅田泰和は「日本各地の似たデザインの看板の約90％はきぬた歯科の弟子や孫弟子である」と明言しており、X（旧Twitter）ではそれらの歯科医をOBや舎弟と称している。
しかし2024年現在、上記とは無関係な歯科や業界できぬた歯科の看板デザインを真似る例が増加しており、これについて院長の羅田泰和は「そろそろいい加減にしないと、ぶっ飛ばすぞ。マジで。」と、Xのアカウントから同業の歯科に対して強い苦言を呈した。
この投稿に対してはマスメディアから反応があり、SmartFLASHからの取材に対しては以下のように話している。
以上のような経緯から羅田は一部デザインの商標登録へ踏み切る事となり、2024年9月27日時点では上から順にピンクと黒、青色を主体とする斜めのグラデーションが入った3色の色彩意匠、黒い箇所に黄色で「インプラント」の文字列のみを付与したもの、「きぬた歯科 インプラント JR西八王子駅前」の文字列と院長の顔写真を右側に配置したものが、本項のきぬた歯科を運営する医療法人社団きぬた会により登録されている。なお、色彩の商標登録が認められた例は1桁台と低く稀有な例とされる。
また、本医院の看板で使われる事のあるたぬきのイラストは、実兄の久和が代表を務める「きぬた歯科」のロゴとともに神奈川県横浜市の同名法人によって商標登録されている。

### 評価
きぬた歯科の看板については、同業医師から「不真面目な広告はどうかと思う」といった苦言を受けたり、「うさん臭く思われて、病院の信頼なくなるよ」と忠告されたり、テレビの全国放送でマツコ・デラックスから「頭がおかしい人かと思ったわ」と言われたこともあった。
また首都高1号線沿いの準工業地域に（法令に反しない形で）顔写真つきの大型看板を出したところ、近くのマンションの住人から「ベランダからお前の顔しか見えない」と難癖をつけられ、仕方なく160万円かけてデザインを差し替えたこともあった。しかし、やがて看板が有名となり「街の顔」になったことで、2020年頃には逆に連日あちこちから看板設置の勧誘を受けるようになった。
2020年頃からは、きぬた歯科を模倣して医師の顔写真を大きく表示した歯科医院の看板が多く見られるようになった。

#### 二次創作
看板へ興味を持った個人が看板の場所やデザインを収集した同人誌を発売したり、神経衰弱を製作して販売したりといったことも起きている。
2022年3月には東京都中野区の模型店LEVEL UPPER RAILROAD MODELSから、レーザーカッターによる鉄道模型サイズのペーパーキットが発売され、同年5月31日には完売案内がなされた。
2023年9月には、看板を基にしたボールチェーンのカプセルトイがブライトリンク社より発売された。
2023年11月にはNゲージより少し大きいスケールの看板の模型がポポンデッタから発売された。

#### 異業種とのコラボレーション
2018年に八王子の不動産会社がきぬた歯科の知名度に便乗して「コラボ看板」を出した時には、Twitter で3万リツイート・5万いいねを集める評判となり、きぬた歯科の名が全国区になるきっかけにもなった。
2023年6月には、銚子電鉄からの依頼に応じる形で看板デザインと顔写真がそのまま流用され、銚子電鉄側のしゃれを基に「きぬた」に引っ掛けて世田谷区砧付近を中心に走る東急バスの車両へ出稿されている。

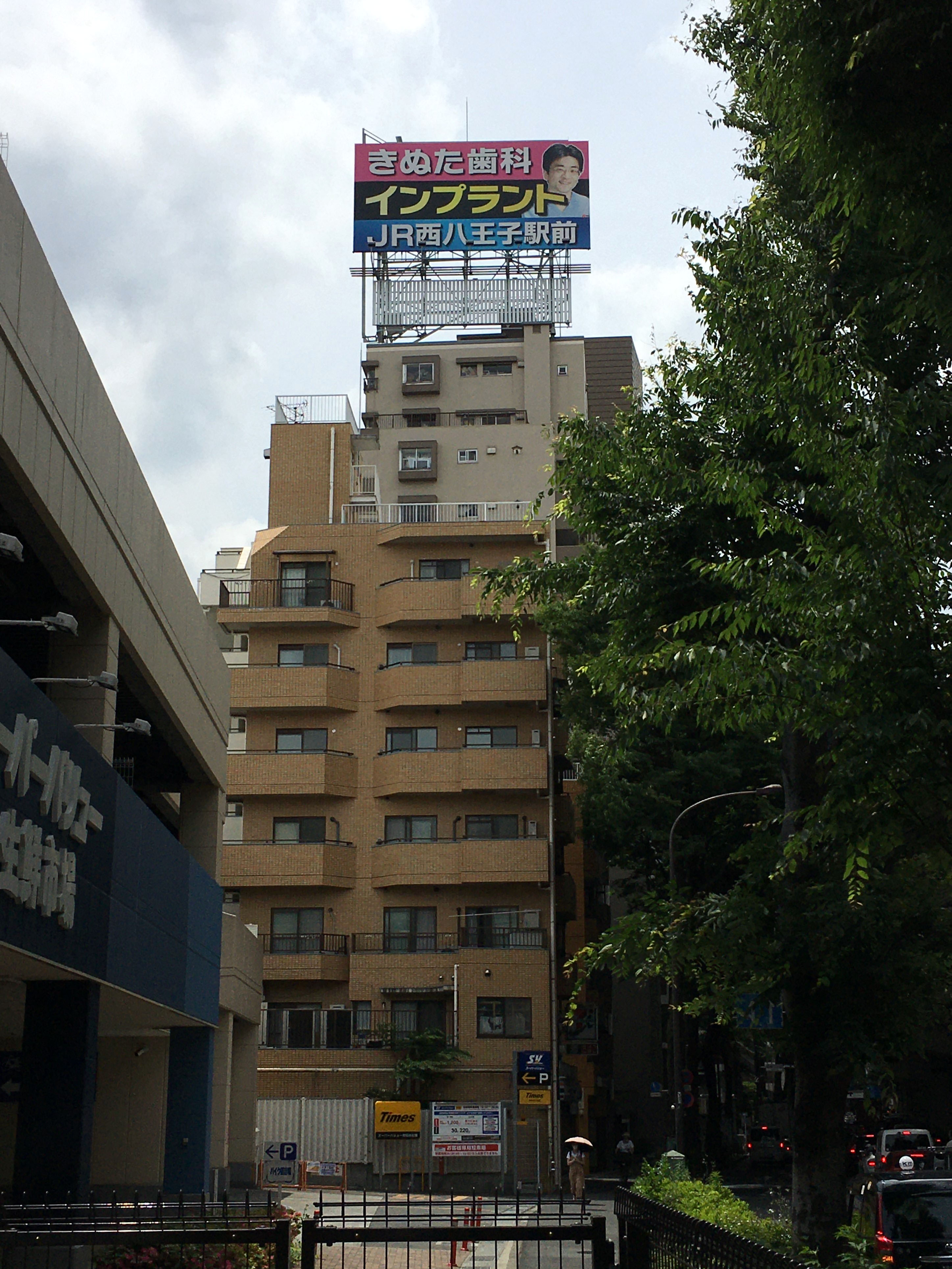
首都高4号線沿いの看板

## スポンサー
2020年時点では看板以外にもテレビやラジオでのCM、チラシや新聞折り込み、地元タウン誌への掲載などの広告活動を行なっている。ただテレビCMには一定の効果があるものの、ラジオは「10年以上やり続けてもうまく行かない」とのことで、2024年のインタビューでは「これでダメなら、（ラジオからは）年内で完全撤退しようと思っている」と語っている。

### テレビ

#### 現在の提供番組
- グッド!モーニング（2022年10月3日 - 、テレビ朝日[52]）

#### 過去の提供番組
- ひるおび（TBSテレビ）
- Nスタ（ - 2022年9月30日、TBSテレビ[52]）
- ワイド!スクランブル（テレビ朝日）
- スーパーJチャンネル（テレビ朝日）

### ラジオ

#### 現在の提供番組
- 山崎怜奈の誰かに話したかったこと。（2024年4月 - 、TOKYO FM）※月曜「誰かに話したくなる「歯」の話。」レギュラー

- Good Luck! Morning!-friday-(2025年5月 - 、NACK5) ※「歯ッピー！Morning!-friday-」

#### 過去の提供番組
- 久米宏 ラジオなんですけど（ - 2022年3月24日[53]、TBSラジオ）
- 大沢悠里のゆうゆうワイド（ - 2022年3月24日[53]、TBSラジオ）
- 全国こども電話相談室（ - 2022年3月24日[53]、TBSラジオ）
- 八王子きぬた歯科プレゼンツ 高橋みなみ 八王子調査隊（2022年9月28日 - 2024年4月2日、ニッポン放送）

### スポーツ

#### 現在のスポンサー
- 法政大学駅伝部（2022年9月27日 - 、陸上競技部長距離ブロック ユニフォームスポンサー[54]）

#### 過去のスポンサー
- 東京八王子ビートレインズ[55]
- RIZIN（協賛、クレベル・コイケのパンツスポンサー）[51]）